# Siarhei Shylovich
Siarhei Shylovich (Babruysk, 16 de mayo de 1986) es un exjugador de balonmano bielorruso que jugaba de lateral derecho. Su último equipo fue el SKA Minsk. Fue un componente de la selección de balonmano de Bielorrusia.

## Palmarés

### Meshkov Brest
- Liga de Bielorrusia de balonmano (5): 2015, 2016, 2017, 2018, 2019
- Copa de Bielorrusia de balonmano (4): 2015, 2016, 2017, 2018

## Clubes
- Pogoń Szczecin (2013-2014)
- Meshkov Brest (2014-2019)
- SKA Minsk (2019-2020)